# Канал автодорожных сообщений
Канал автодорожных сообщений (англ. Traffic Message Channel, TMC) — технология, которая используется для передачи информации о дорожных пробках и неблагоприятных дорожных условиях. Как правило, данные передаются в виде цифровых кодов, с использованием радиосистемы оповещения (FM-RDS) для обычных FM-приёмников. Данные могут быть также переданы на радио или спутниковое радио. Услуги по передаче данных об автодорожной информации в настоящее время предоставляются государственными и коммерческими компаниями в большинстве стран Европы. Поддержка функций TMC позволяет навигационной системе автомобиля получить информацию об участках с дорожными инцидентами и построить альтернативный маршрут для объезда проблемных участков.

## Принципы работы

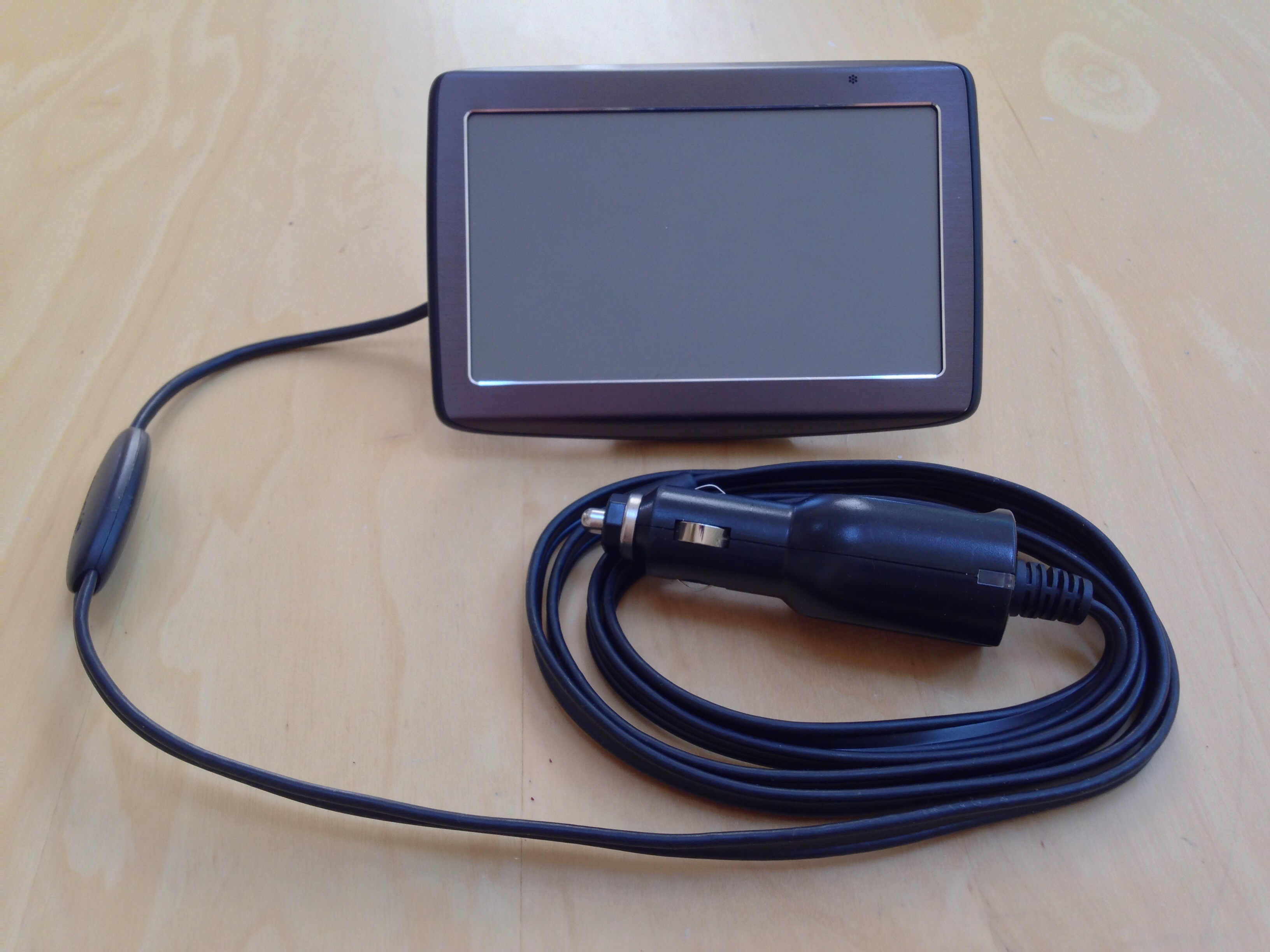
Навигатор TomTom с RDC-TMC приёмником

Данные о каждом инциденте в дорожном движении передаются как TMC-сообщение. Сообщение состоит из кода события, кода местоположения и направлении действия события.
Коды событий основаны на стандарте Alert C (стандарт ISO EN ISO 14819-6-2007), который содержит перечень из 2048 событий, коды этих событий могут быть переданы на TMC-приёмник на языке пользователя.
Источником дорожной информации, как правило, являются полицейские службы, камеры слежения на дорогах, данные с устройств контроля дорожного трафика и другие.
Коды местоположения поддерживаются на уровне государств, при этом каждому участку дорожной сети присваивается свой уникальный код.
Для создания национальной сети необходимо подготовить таблицы TMC и сертифицировать их в европейской неправительственной организации TISA (Traveller Information Services Association), которая осуществляет координацию работ по внедрению технологий и стандартов TMC. После сертификации таблиц в TISA, организации, подавшей заявку на сертификацию таблиц, выдаётся свидетельство о соответствии таблиц правилам TISA, таблицам присваиваются уникальные номера, и данные по ним (коды месторасположений) становятся доступными для всех членов этой организации.
Организации, члены TISA, желающие использовать в своих навигационных устройствах сертифицированные таблицы TMC, обращаются к организации-владельцу сертификата на необходимую таблицу, и получают разрешение на использование. Навигационные устройства содержат картографический материал, в который после получения разрешения на использование таблицы TMC, внесены необходимые уникальные коды этой таблицы.
В число членов TISA входят крупнейшие производители навигационных систем и карт (в том числе NAVTEQ и Tele Atlas), производители автомобилей, радиовещатели, национальные службы управления дорожным движением и многие другие компании.

## Безопасность
В апреле 2007 года на конференции CanSecWest два итальянских хакера, Андреа Баризани (Andrea Barisani) и Даниэле Бьянко (Daniele Bianco) продемонстрировали, как можно легко посылать ложные сообщения в навигационные системы, принимающих по FM-каналу информацию о дорожном движении. Их доклад по RDS-TMC был опубликован, а подробные инструкции и схемы были размещены в «хакерском» журнале Phrack (выпуск № 64).
То, что хакеры потенциально способны эмулировать TMC-сообщения и таким образом вводить в заблуждение водителей использующих навигационные системы (или создавать проблемы для дорожного движения) остаётся актуальной проблемой, так как большинство европейских каналов, по которым передаётся информация о дорожной обстановке — не шифруются, а посылаются по TMC (хотя сами TMC сообщения могут быть зашифрованы) в рамках RDS-канала. В настоящее время в качестве замены TMC предлагается технология TPEG (Transport Protocol Experts Group), но в TPEG также отсутствует шифрование, что не решает полностью проблемы.
В США и Канаде ситуация с безопасностью TMC обстоит лучше, так как данные передаются в зашифрованном виде по спутниковым каналам и по беспроводной сети передачи данных DirectBand, также использующей для передачи данных FM-диапазон, не занятый радиостанциями. Сеть DirectBand построена и управляется компанией Microsoft, и функционирует в 125 городах США и Канады.

## Действующие службы передачи дорожной информации

### Австралия
Intelematics Australia начала предоставлять услуги RDS-TMC в крупнейших городах Австралии. В настоящий момент эти услуги находятся в стадии тестирования и отладки. Радиовещание осуществляется национальной коммерческой FM-радиокомпанией.

### Австрия
В Австрии, радиовещательная компания ORF бесплатно передает данные на 9 региональных радиоканалах, данная услуга также поддерживается Федеральным министерством транспорта, инноваций и технологий Австрии (Federal Ministry for Traffic, Innovation and Technology (BMVIT)). Агентство финансирования автомагистралей и автострад, Австрия (ASFINAG) отвечает за установление кодов местоположений в дорожной сети.

### Бельгия
В Бельгии бесплатное вещание TMC поддерживается тремя радиокомпаниями:
- VRT — служба TIC-VL на канале Radio 2, зона покрытия Фландрия, данные представляются Verkeerscentrum Antwerpen.
- RTBF — служба CLASS.21 на канале Classic 21, зона покрытия Валлония, данные представляются Centre PEREX of the Ministere de l’Equipement et des Transports (MET) совместно с компанией TMC4U.
- 4FM — служба ViaTMC от компании Vialis, которая также поддерживает TMC услуги в Нидерландах, зона покрытия Фландрия, данные представляются Verkeerscentrum Antwerpen и PEREX и покрывают все регионы Бельгии.

Коммерческие TMC услуги планируют представлять Be-Mobile, в сотрудничестве с Proximus и Touring Mobilis.
Коды месторасположений по заказу ряда региональных властей были разработаны компанией Tritel.

### Великобритания
Частная компаний iTIS Holdings обеспечивает коммерческие TMC услуги iTMC по всей Англии. Данные передаются на канале Classic FM. Плата за услуги взимается во время покупки автомобиля или при покупке навигационной системы. Служба использует данные собранные с датчиков установленных на автомобилях (Floating Vehicle Data system) в системе задействовано около 50 тыс. автомобилей (Eddie Stobart haulage установила систему на 750 автомобилей, The Automobile Association (AA Patrol) на 3800, National Express на 530).
Служба RAC Live поддерживается RAC Trafficmaster Telematics (RTT) совместным (50/50) предприятием RAC Motoring Services and Trafficmaster. Вещание обеспечивается на 3-х коммерческих радиоканалах GWR, Capital radio и Chrysalis, которые вместе покрывают основную часть Британии. Для измерения скорости движения эта служба использует дорожную инфраструктуру и в том числе установленные каждые несколько миль датчики, оборудованные системой распознавания номеров.
Обе службы разрабатывают собственные таблицы с кодами местоположений.

### Германия
В Германии доступны бесплатные и коммерческие TMC-службы.
Бесплатные данные TMC распространяются всеми общественно-правовыми телерадиокомпаниями и доступны на всей территории страны.
Платная служба TMCpro предоставляется Navteq Services GmbH, дочерним предприятием NAVTEQ (до 2009 г. T-Systems Traffic, дочерней компанией T-Systems), с 2004 года данная услуга доступна во всей Германии. Данные предоставляются ddg Gesellschaft fur Verkehrsdaten mbh дочерней компанией T-Systems Traffic GmbH, шифруются в соответствии со спецификацией TMC Forum, сигнал распространяется частными радиокомпаниями. Разовая оплата за пользование TMCpro включена в начальную стоимость навигационного прибора.
Разработку кодов местоположения по стране осуществляет BAST (German Federal Highway Research Institute).

### Дания
Бесплатный сервис DK-TMC представляется Vejdirektoratet или DRD (Danish Road Directorate), которая также отвечает за разработку кодов местоположений по стране. Радиостанция Danmarks Radio каналы DR, P1, P2, P3, P4.

### Иран
TMC сервис поддерживается коммерческой компанией Sam Road — иранским производителем автомобильных навигационных систем. В настоящий момент сервис доступен только для клиентов Sam Road, однако, компания планирует сделать эту услугу общедоступной до 2012 г.

### Испания
Бесплатная TMC-служба доступна на канале Radio Nacional de Espana. Сервис обеспечивают:
- SCT — Служба дорожного движения в Каталонии
- DT в Basque Country Autonomous Community
- DGT (Traffic General Directorate) служба дорожного движения в остальных регионах страны.

Дорожная сеть покрывает автомагистрали, дороги национального и первого уровня. Кроме того, RACC ведет работу по созданию TMC-служб в крупнейших городах, планируя начать с Севильи и Барселоны. Вещание будет осуществляться на Radio Nacional de Espana (RNE 2).
Разработку кодов местоположений осуществляет DGT, Direccion General de Trafico.

### Италия
С 1 июля 1998 бесплатные RDS-TMC услуги предоставляет CCISS (National Traffic Information Centre). Вещание в сети RAI на Radio 1. Зона покрытия Северная Италия, от Турина до Венеции.
Другая служба TMC поддерживается коммерческой радиостанцией RTL в сотрудничестве с InfoBlu, Вещание на радиостанции RTL 102.5. Для использование услуги необходимо специальное программное обеспечение для приёмника. Зона покрытия 90 % площади Италии.
Разработку кодов местоположений осуществляет RAI-CCISS.

### Нидерланды
Услуги TMC предоставляются TMC4U. В настоящий момент эти услуги бесплатны, но планируется ввод платных услуг. Передача данных осуществляется на радиоканалах SkyRadio, Radio Veronica, Radio 1 и Radio 3. Вторая служба ViaTMC предоставляется компанией Vialis'. Передача данных осуществляется на радиоканалах Q-music, BNR Nieuwsradio и Radio 538.
Данные о пробках, дорожных работах и т. д. идентичны в обеих службах, но данные с радаров скорости дорожного движения собираются и предоставляются независимо.
Разработку кодов местоположений осуществляет AVV Transport Research Centre.

### Норвегия
Связи с переходом на DAB, DAB+ радио система больше не доступна с мая 2017 года. 

### Финляндия
В Финляндии бесплатная услуга TMC предоставляется компанией Destia. Зона покрытия все крупные города и дороги (1999), т. о. сервис покрывает всю страну. TMC сообщения передаются национальным радиовещателем YLE Radio Suomi.
Для сбора данных о трафике Destia использует данные дорожных камер, специальные устройства и данные партнерских компаний. Передаваемые данные шифруются на основе спецификаций, разработанных TMC Forum.

### Франция
Во Франции есть бесплатные и коммерческие TMC-службы.
Бесплатные услуги предоставляется операторами платных автомагистралей (AREA, ASF, ATMB, Cofiroute, ESCOTA, SANEF, SAPN, SAPRR, SFTRF и SMTPC). TMC данные вещаются на канале 107,7, зона покрытия — вдоль платных автомагистралей.
Платная служба V-Trafic обеспечивается компанией Mediamobile. Это партнерство между TDF, Renault, Trafficmaster and Cofiroute. Вещание на частотах France Inter, зона покрытия вся страна (главные автомагистрали и Париж). Первоначально услуга была бесплатной, но сейчас её сделали платной. Хотя TMC-данные не шифруются для ограничения доступа используется альтернативная таблица кодов местоположений. Подобный метод признан в TMC Forum как «interim encryption». Служба имеет около 60000 клиентов.
Совместная служба ViaMichelin и Carte Blanche вещается в сети Towercast. В сентябре 2005 PSA Peugeot Citroen подписала партнёрское соглашение с ViaMichelin об использования данных о трафике в своих навигационных систем.
Разработку кодов местоположений по стране осуществляет государственное агентство SETRA (около 20000 месторасположений. SETRA также разрабатывает коды месторасположений для Андорры.

### Чехия

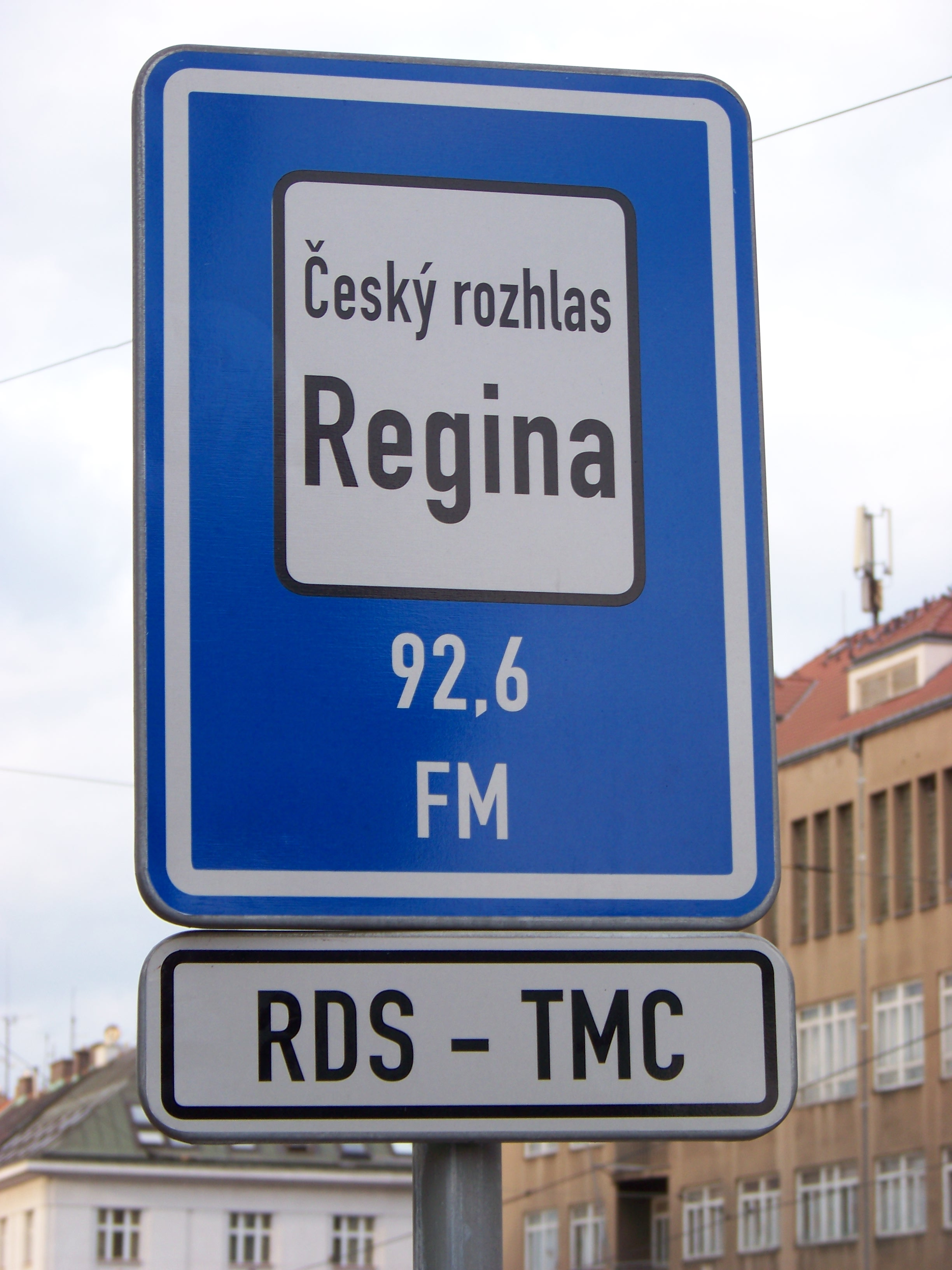
Знак RDS - TMC в Праге

В Чехии с января 2006 работают 2 службы TMC:
- Служба DIC PRAHA доступна в Праге, вещание на радиостанции Cesky Rozhlas — канал Regina (92,6 МГц). Услуги представляются TSK-PRAHA (Communication Technical Administration). Данные — информация о дорожных инцидентах, представляются центром дорожного движения Праги (TIC Praha).
- Совместная служба Teleasist и Global Assistance зона покрытия вся страна, однако, данные менее детальны чем в DIC Praha. Радиостанция Cesky Rozhlas — CRo1 Radiozurnal.

Развитие TMC услуг координируется CEDA, которая также отвечает за разработки кодов местоположений по стране.

### Швеция
Бесплатная TMC-служба предоставляется Шведской дорожной администрацией (Swedish Road Administration (SRA или Vagverket), которая также отвечает за разработку кодов местоположений.
Швеция разделена на 8 зон вещания, для передачи данных только о локальном трафике. Зона покрытия магистрали европейского, национального и регионального уровня, данные TMC включают информацию о дорожно-транспортных происшествиях, дорожных работах и погоде. Вещание в сети Sveriges Radio на SR P3.

### Швейцария
TMC служба обеспечивается компанией Viasuisse, вещание осуществляется Swiss Broadcasting Corporation на канале FM chain 1.
За разработку кодов местоположений отвечает Swiss Federal Roads Authority FEDRO но их разработка осуществляется B+S Ingenieur (Bundesamt fur Strassen).

### СШАиКанада
XM Satellite Radio и Sirius Satellite Radio передают сообщения TMC на всей территории США. Услуги TMC также представляют Clear Channel и Tele Atlas используя FM-RDS в 77 городах США и в 3-х регионах Канады.
Корпорация Microsoft поддерживает собственную беспроводную сеть DirectBand, охватывающую 125 городов США и 3 города Канады, в которой также передаются TMC сообщения в FM-диапазоне. В сентябре 2007 г. Microsoft выпустила автомобильную навигационную систему MS Streets & Trips, соединяющую в себе три компонента — картографическое ПО и два приемника: GPS и MSN Direct. Последний снабжает пользователя сведениями о дорожном трафике и ценах на бензин в каждой заправке, мимо которой он проезжает. Помимо этого новинка интегрирована со справочником Live Search Maps, позволяющим путешественникам получить информацию о придорожной инфраструктуре в любом интересующем их районе. Общее число объектов, включенных в Live Search Maps, достигает 1,6 млн, среди них — банкоматы, гостиницы, рестораны и различные достопримечательности.
Глобальный поставщик цифровых карт для автомобильных навигационных устройств NAVTEQ в ноябре 2006 г. купил компанию Traffic.com (штаб-квартира в Уэйне, штат Пенсильвания, образована в 1998 г.), которая предоставляет платную информацию о состоянии дорожного движения в 50 крупнейших городах страны. Услугами Traffic.com пользуются правительственные и коммерческие организации, различные электронные СМИ в том числе AOL, Microsoft, The Weather Channel, Comcast, Garmin and XM Satellite Radio.

## Планы внедрения служб TMC в других регионах
Внедрение служб TMC планируется в Португалии и Венгрии (тестовое вещание планируется во второй половине 2008). В Ирландии и Люксембурге ввод TMC-служб пока не планируется. В Польше частная радиостанция делала тестовый запуск, но и Главное управление по делам национальных дорог и магистралей (General Directorate for National Roads and Motorways GDDKIA) пока не приняло решение о полном внедрении. В Дубае коды местоположений сертифицированы в TMC Forum. В Турции ввод службы TMC только планируется.
В Китае пока проводятся исследования для выбора технологии на которой будет базироваться информационная служба о дорожном движении. Основные претенденты японская система VICS и европейская TMC. Тем не менее, таблица кодов местоположений уже сертифицирована в TMC Forum.

## TMC в России
В России существует несколько коммерческих сервисов, основанных на ТМС.
17 июня 2005 года Министр транспорта РФ коснулся темы обработки данных о пробках в навигационных системах и заявил, что государство в лице Минтранса России и Роскартографии будет активно работать с частным бизнесом для поддержки «российской навигации во всех аспектах». Однако, с того времени никакой активности Министерства транспорта на данном направлении не замечено.
О планах участия в создании сервиса TMC в России также заявляла компания «Навигационные карты» — российский партнер компании TeleAtlas, выпускающей карты для штатных автомобильных навигационных систем.
24 июня 2009 года ЗАО Навиком (официальный поставщик Garmin в России) начало вещание информации о скорости движения транспорта на дорогах Москвы в формате RDS-TMC. Данный сервис доступен только для пользователей навигаторов Garmin марок Nuvi с буквой «T» в названии модели, например, nuvi 2595LMT.. В настоящий момент информация о пробках неточна, что связано с неспособностью системы TMC обеспечить передачу информации о состоянии всех дорог в крупных мегаполисах.
На 1 декабря 2017 в России ведётся вещание трафика в формате RDS-TMC в 23 городах: Владивосток, Вологда, Воронеж, Екатеринбург, Иркутск, Казань, Калининград, Киров, Краснодар, Красноярск, Москва, Нижний Новгород, Новосибирск, Ростов-на-Дону, Самара, Санкт-Петербург, Сочи, Тверь, Тольятти, Уфа, Хабаровск, Челябинск, Ярославль. Данные о трафике берутся от ресурса Яндекс-пробки и вещаются в Москве в FM диапазоне на трёх частотах: 99.6 (радиостанция Финам FM), 107.0 (радиостанция Русская служба новостей), 107.4 (радиостанция Хит FM) МГц.
В начале 2011 года компания NAVTEQ начала предоставлять информацию о скорости движения транспорта через RDS-TMC в Москве, и позднее в Санкт-Петербурге, Екатеринбурге, Нижнем Новгороде, Новосибирске, Ростове-на-Дону, Самаре и Казани. В 2012 году Nokia Location & Commerce (ранее купившая NAVTEQ) расширила вещание на Краснодар, Красноярск, Челябинск, Пермь, Тольятти и Воронеж. В 2013 году HERE (новый бренд заместивший Nokia Location & Commerce в 2013) расширила вещание на Кемерово, Тюмень, Сургут, Саратов, Набережные Челны, Ижевск, Рязань, Липецк, Владивосток, Сочи и Ставрополь. В Москве вещание ведется на частотах Авторадио, Романтика и Love радио. Так же информация о пробках в указанных городах доступна через сервис XML-TMC (через Интернет), который имеет более детальное покрытие и информацию о дорогах без пробок (free flow). На конец 2012 года в картах NAVTEQ интегрированы ТМС таблицы 31 города России (кроме указанных выше, это Сочи, Владивосток, Кемерово, Тюмень, Ставрополь, Сургут, Саратов, Набережные Челны, Ижевск, Рязань, Иркутск, Оренбург, Липецк, Барнаул, Волгоград, Омск). В 2013 году в картах HERE интегрированы ТМС таблицы еще нескольких городов России (кроме указанных выше, это Москва в новых границах, Астрахань, Белгород, Ульяновск, 16 городов Московской области). Все таблицы сертифицированы TISA.
В 2012 году сервис NAVTEQ Traffic использовался на штатных навигационных системах автомобилей Volvo, Land Rover, а также на устройствах Alpine. В 2013 году сервис HERE Traffic (RDS TMC) используется на штатных навигационных системах автомобилей Volvo, Land Rover, Honda, а также на устройствах Alpine. XML TMC используется на штатных навигационных системах автомобилей SsangYong Actyon, а также на aftermarket-устройствах[каких?] для Hyundai Solaris, Kia Rio.

## Альтернативы TMC
Все большее количество автомобильных навигаторов и сотовых телефонов с GPS обладают способностью подключаться к Интернету, и поставщики навигационных программ всё чаще используют соединение с Интернетом для передачи информации о пробках в режиме онлайн.
ТМС разрабатывался более 30 лет назад для передачи информации о пробках на автомагистралях. Каждый участок дороги имеет собственный идентификатор. Когда возникает пробка, в эфир отправляется идентификатор участка, направление действия (в какую сторону пробка) и его состояния (свободен, пробка, ремонт, дорожное происшествие и многое другое). Таких участков для одной таблицы TMC может быть до 65535. Навигационные приёмники сопоставляют принятую информацию с картой, и если в карте имеются такие же идентификаторы на дорогах, на экране появляется информация о пробке.
Проблемы систем основанных только на ТМС таблицах состоят в том, что если какой-то участок дороги не описан в ТМС таблицах, то на нем не возможно показать пробку. Для многих стран плохо покрытых в ТМС таблицах это создает проблему. С реконструкцией дорог, ТМС таблицы тоже должны обновляться (вместе с картами). Для решения используют новый вид описания пробки или другого дорожного события, который привязывается не к коду ТМС таблицы, а к географическим координатам. Однако такое описание увеличивает общий объем передаваемых данных в несколько раз. Поэтому в кодировании информации о пробках перспективным считается использование комбинации как ТМС таблиц, что снижает объем данных и позволяет описать пробки на большинстве дорог, так и описания в привязке к координатам, что дает возможность описать пробки на незакодированном в ТМС участке дороги.